# 青倉神社
青倉神社（あおくらじんじゃ）は兵庫県朝来市の青倉山（811m）の中腹にある神社である。善隆寺（納座地区）の奥の院とされ、一説には朝来市伊由市場の式内社・伊由神社の分霊を祀るという。
「目の神様」として知られている。巨岩の裏より湧き出る水は御霊水とされ、目の病気に効くと言われている。実際、微量のホウ酸が含まれているようである。巨岩を御神体とし、神社はそれに張り付くように建築されている。
国道312号沿いに参道の入口となる巨大な石造りの大鳥居がある（神社はこの地点より約7km先）。

## 所在地
兵庫県朝来市山内権現谷82-1

## 祭神
和久産果神、少彦名命の二説がある。

## 祭り
- 青倉神社大祭（4月25日）
  - 善隆寺にて露店、餅まき等

## 昔話
昔々、おじいさんがウドを採っている最中に過って目にウドのトゲを刺してしまい、大変苦しんでいた。親孝行の息子がたいそう心配していたところ、神様が夢枕に立ち「岩から湧き出る水をつけると治る」とお告げをした。目覚めた息子は、夜が明けるとすぐ湧き出る水を探しを始め、山々を巡ってようやく巨岩の奥から流れている清水を見つけだした。それを持ち帰り、父親の目につけると、痛みが消えていき、目が見えるようになったそうな。
この昔話から、神社の氏子はウドを食べないという。

## 近隣
- クラインガルテン伊由の郷
- 多々良木ダム
- あさご芸術の森
  - あさご芸術の森美術館
- ムーセ旧居（ムーセ旧居資料館、ムーセハウス写真館）
- さのう高原
- 黒川温泉

## アクセス
昔はふもとの川上地区から約4kmを徒歩で行く必要があったが、現在は川上地区、多々良木地区、生野町黒川地区の各方面から神社のすぐ近くまで車で行くことができる。
- JR播但線青倉駅より徒歩約7.5km
- JR播但線新井駅より車で約20分